# Tour du Loir-et-Cher 2022
Il Tour du Loir-et-Cher 2022, sessantunesima edizione della corsa e valida come prova del circuito UCI Europe Tour 2022 categoria 2.2, si svolse in cinque tappe dal 13 al 17 aprile su un percorso di 860 km, con partenza e arrivo a Blois, in Francia. La vittoria fu appannaggio del ceco Michael Kukrle, il quale completò il percorso in 19h31'16", precedendo il danese Jeppe Aaskov Pallesen ed il francese Valentin Retailleau.

## Tappe
| Tappa  | Data      | Percorso                                       | km    | Vincitore di tappa    | Leader cl. generale |
| ------ | --------- | ---------------------------------------------- | ----- | --------------------- | ------------------- |
| 1ª     | 13 aprile | Blois > Fontaines-en-Sologne                   | 147   | Daniel Babor          | Daniel Babor        |
| 2ª     | 14 aprile | Le Controis-en-Sologne > Vallières-les-Grandes | 197,5 | Andreas Stokbro       | Andreas Stokbro     |
| 3ª     | 15 aprile | Cloyes-les-Trois-Rivières > Vendôme            | 213   | Jeppe Aaskov Pallesen | Michael Kukrle      |
| 4ª     | 16 aprile | Lamotte-Beuvron > Lamotte-Beuvron              | 205   | Coen Vermeltfoort     | Michael Kukrle      |
| 5ª     | 17 aprile | Blois > Blois                                  | 97,5  | Rick Ottema           | Michael Kukrle      |
| Totale | Totale    | Totale                                         | 860   |                       |                     |

## Dettagli delle tappe

### 1ª tappa
- 13 aprile: Blois > Fontaines-en-Sologne – 147 km

Risultati
| Pos. | Corridore         | Squadra       | Tempo    |
| ---- | ----------------- | ------------- | -------- |
| 1    | Daniel Babor      | Elkov         | 3h07'24" |
| 2    | Matthew Rice      | Lotto U23     | s.t.     |
| 3    | Coen Vermeltfoort | VolkerWessels | s.t.     |

| Pos. | Corridore         | Squadra       | Tempo    |
| ---- | ----------------- | ------------- | -------- |
| 1    | Daniel Babor      | Elkov         | 3h07'14" |
| 2    | Matthew Rice      | Lotto U23     | a 4"     |
| 3    | Coen Vermeltfoort | VolkerWessels | a 6"     |

### 2ª tappa
- 14 aprile: Le Controis-en-Sologne > Vallières-les-Grandes – 197,5 km

Risultati
| Pos. | Corridore       | Squadra | Tempo    |
| ---- | --------------- | ------- | -------- |
| 1    | Andreas Stokbro | Coop    | 4h43'50" |
| 2    | Aaron Gate      | Bolton  | s.t.     |
| 3    | Rick Ottema     | Metec   | s.t.     |

| Pos. | Corridore       | Squadra | Tempo    |
| ---- | --------------- | ------- | -------- |
| 1    | Andreas Stokbro | Coop    | 7h51'04" |
| 2    | Rick Ottema     | Metec   | a 1"     |
| 3    | Aaron Gate      | Bolton  | a 4"     |

### 3ª tappa
- 15 aprile: Cloyes-les-Trois-Rivières > Vendôme - 213 km

Risultati
| Pos. | Corridore         | Squadra   | Tempo    |
| ---- | ----------------- | --------- | -------- |
| 1    | Jeppe A. Pallesen | ColoQuick | 4h52'32" |
| 2    | Madis Mihkels     | Ampler    | a 19"    |
| 3    | Jelle Harteel     | Lotto U23 | s.t.     |

| Pos. | Corridore         | Squadra   | Tempo     |
| ---- | ----------------- | --------- | --------- |
| 1    | Michael Kukrle    | Elkov     | 12h44'05" |
| 2    | Jeppe A. Pallesen | ColoQuick | a 3"      |
| 3    | Madis Mihkels     | Ampler    | a 28"     |

### 4ª tappa
- 16 aprile: Lamotte-Beuvron > Lamotte-Beuvron – 205 km

Risultati
| Pos. | Corridore         | Squadra       | Tempo    |
| ---- | ----------------- | ------------- | -------- |
| 1    | Coen Vermeltfoort | Volkerwessels | 4h40'38" |
| 2    | Daniel Babor      | Elkov         | s.t.     |
| 3    | Dominik Neuman    | Elkov         | s.t.     |

| Pos. | Corridore         | Squadra       | Tempo     |
| ---- | ----------------- | ------------- | --------- |
| 1    | Michael Kukrle    | Elkov         | 17h24'43" |
| 2    | Coen Vermeltfoort | Volkerwessels | a 22"     |
| 3    | Jeppe A. Pallesen | ColoQuick     | a 23"     |

### 5ª tappa
- 17 aprile: Blois > Blois – 97,5 km

Risultati
| Pos. | Corridore           | Squadra  | Tempo    |
| ---- | ------------------- | -------- | -------- |
| 1    | Rick Ottema         | Metec    | 2h06'33" |
| 2    | Valentin Retailleau | AG2R U23 | s.t.     |
| 3    | Corentin Ermenault  | AVC      | s.t.     |

| Pos. | Corridore           | Squadra   | Tempo     |
| ---- | ------------------- | --------- | --------- |
| 1    | Michael Kukrle      | Elkov     | 19h31'16" |
| 2    | Jeppe A. Pallesen   | ColoQuick | a 21"     |
| 3    | Valentin Retailleau | AG2R U23  | s.t.      |

## Classifiche finali

### Classifica generale
| Pos. | Corridore           | Squadra       | Tempo     |
| ---- | ------------------- | ------------- | --------- |
| 1    | Michael Kukrle      | Elkov         | 19h31'16" |
| 2    | Jeppe A. Pallesen   | ColoQuick     | a 21"     |
| 3    | Valentin Retailleau | AG2R U23      | s.t.      |
| 4    | Coen Vermeltfoort   | Volkerwessels | a 22"     |
| 5    | Rick Ottema         | Metec         | a 23"     |
| 6    | Madis Mihkels       | Ampler        | a 26"     |
| 7    | Bart Lemmen         | Volkerwessels | s.t.      |
| 8    | Dominik Neuman      | Elkov         | a 30"     |
| 9    | Finn Crockett       | Ribble        | a 32"     |
| 10   | Joshua Huppertz     | Germania      | s.t.      |